# Elezioni parlamentari in Ghana del 1992
Le elezioni parlamentari in Ghana del 1992 si tennero il 29 dicembre.

## Risultati
| Liste                               | Voti      | %     | Seggi |
| ----------------------------------- | --------- | ----- | ----- |
| Congresso Democratico Nazionale     | 1 521 629 | 77,53 | 189   |
| Partito della Convenzione Nazionale | 377 673   | 19,24 | 8     |
| Every Ghanaian Living Everywhere    | 10 098    | 0,51  | 1     |
| Indipendenti                        | 53 143    | 2,71  | 2     |
| Totale                              | 1 962 543 | 100   | 200   |